# 茶院镇
茶院镇，中国浙江省宁波市宁海县下辖的一个镇，原为茶院乡，2024年11月撤乡设镇，2024年11月11日正式成立。
2010年末，土地面积81.00平方千米，其中内陆76.31平方千米（含内陆水域4.64平方千米），海涂4.69平方千米。

## 行政区划
下辖以下地区：
后坑李村、庙岭村、塘厂村、毛屿村、茶院村、柘浦王村、下徐村、铜岭脚村、道士桥村、杜岙村、许民村、升龙村、东南溪村和东腾村。

## 中国传统村落
许家山村获评“中国传统村落”。